# Podunavci
Podunavci (szerbül: Подунавци), település Szerbiában, a Raškai körzet Vrnjačka Banja-i községében.

## Népesség
- 1948-ban 710 lakosa volt.
- 1953-ban 762 lakosa volt.
- 1961-ben 811 lakosa volt.
- 1971-ben 1 070 lakosa volt.
- 1981-ben 1 315 lakosa volt.
- 1991-ben 1 365 lakosa volt.
- 2002-ben 1 446 lakosa volt, akik közül 1 405 szerb (97,16%), 10 bolgár, 7 montenegrói, 2 horvát, 2 orosz, 1 jugoszláv, 1 román, 1 ukrán, 1 nem nyilatkozott és 16 ismeretlen.